# Sitio de Colliure
El sitio de Colliure en 1642 fue uno de los episodios ocurridos durante la Guerra de los Segadores.

## Antecedentes
Poco después de la revuelta que supuso el Corpus de Sangre, el ejército de Felipe IV ocupó Tortosa y Tarragona, y el 17 de enero de 1641, ante la alarmante penetración del ejército castellano, Pau Claris, al frente de la Generalidad de Cataluña, proclamó la República Catalana acordando una alianza política y militar con Francia, poniendo Cataluña bajo la obediencia de Luis XIII de Francia. Pocos días después, con la ayuda del ejército francés, la Generalidad obtuvo una importante victoria militar en la batalla de Montjuic del 26 de enero de 1641, y las tropas castellanas se retiraban a Tarragona.
El 4 de mayo de 1641, el grupo francés de Henri d'Escoubleau de Sourdis se presentó delante de Tarragona e inició el bloqueo de la ciudad con las tropas de tierra de Philippe de La Mothe-Houdancourt. Durante los meses de mayo y junio, se luchó en los alrededores de Tarragona; el Fuerte de Salou cayó en poder de los franceses el 9 de mayo y batalla de Constantí se libró el 13 de mayo. Después de ser derrotados del 30 de junio al 4 de julio de 1641 en la primera batalla de Tarragona, los españoles construyeron un nuevo grupo comandado por García Álvarez de Toledo y Mendoza, que consiguió entregar provisiones a la ciudad e hizo huir al ejército francés al Rosellón.
Una columna castellana de 4500 hombres salió de Tarragona el 23 de marzo de 1642 por socorrer Perpiñán, que había quedado aislado en el norte.

## La batalla
En el año 1642, las tropas de Luis XIII de Francia, dirigidas por Charles de La Porte asedian Colliure y el Castillo Real de Colliure. Las tropas francesas ascendían a 10,000 hombres entre los cuales se encontraban Turenne, d'Artagnan y los mosqueteros del rey, que embistieron los montes que dominaban la ciudad mientras la flota francesa bloqueaba el puerto. Se encontraban privados de agua por la destrucción del pozo, con 3,000 bajas entre muertos y heridos y sin posibilidades de recibir refuerzos, pues las tropas de Pedro Antonio Fernández de Córdoba que iban en su socorro habían sido derrotadas en la batalla de Montmeló, los españoles tuvieron que rendirse el 10 de abril.

## Consecuencias
La presión sobre Perpiñán y Salces, que quedaron completamente aisladas, hizo que se rindieran posteriormente.